# Sibert de Beka
Pour les articles homonymes, voir Beka.
Sibert de Beka (1260 ou 1270-1333), dont le nom est latinisé en Sibertus Becanus, est un carme d'origine hollandaise, actif en Allemagne, théologien scolastique et auteur de textes fondamentaux pour la spiritualité de son Ordre.

## Biographie
Sibert est né en 1260 ou 1270, dans le village de Beek, non loin de Nimègue (Pays-Bas) sous le nom de Van Beeck ou Verbeeker ou Van der Beeken. Il est entré dans l'ordre des carmes à Cologne (Allemagne) en 1280. Ordonné prêtre, il réside, à partir de 1306, dans la communauté de Geldern, dont il devient le prieur, de 1308 à 1310. Dans les années 1311-1312, il assiste au concile de Vienne, en même temps qu'il approfondit l'étude des sciences sacrées à l'université de Paris. Régent des études au collège parisien de son ordre, il décroche, vers 1316, le doctorat en théologie. De 1315 à 1317, il exerce la fonction de prieur à Cologne. En 1317, il est élu provincial de Basse-Allemagne, avant d'être réélu en 1324 et encore en 1327, année où il se voit également désigné provincial de Haute-Allemagne. C'est dans ce cumul des charges qu'il décède à Cologne, le 29 décembre 1333 (ou 1332). Il sera enseveli dans le chœur de l'église des carmes de cette ville, devant le maître-autel. Le célèbre abbé Trithème honorera sa mémoire à deux reprises : dans le De Scriptoribus Ecclesiasticis et le De laudibus Ordinis Carmeli.

## Postérité

### Le théologien
Maître scolastique comme son confrère John Baconthorp, Sibert de Beka a rédigé un cours complet sur les Sentences de Pierre Lombard, ainsi que deux volumes de questions quodlibétiques (discussions sur un sujet imposé). À travers la question 35 du premier volume, il intervient, contre Thomas Wylton, dans la controverse autour de la vision béatifique, soulevée au début du XIVe siècle, par le concile de Vienne, puis par le pape avignonnais Jean XXII. À cette occasion, il a développé à ce sujet des théories intéressantes sur le rôle et la nécessité du lumen gloriae dans lequel les élus seraient rendus capables de voir Dieu après la mort.

### Le canoniste
Expert en droit canonique, il a laissé une Summa Censurarum et obtenu du même Jean XXII une extension aux carmes de certains droits, reconnus par Boniface VIII aux franciscains dans la Bulle Super Cathedram, concernant les prédications et confessions publiques, ainsi que la sépulture des laïcs. Il a d'ailleurs compilé les privilèges de l'Ordre dans un Bullarium, dont le manuscrit était conservé, au XVIIIe siècle, aux carmels de Cologne, Paris et Bordeaux.

### Le liturgiste
L'Ordinale composé par Sibert de Beka demeure la source principale de la tradition liturgique carmélitaine. Promulgué en 1312 au chapitre général de Londres, il s'agit essentiellement d'un ordo, c'est-à-dire du calendrier liturgique propre à tel ordre religieux. Sibert y a introduit des fêtes qui n'étaient pas encore célébrées dans l’Église universelle, comme celles de sainte Anne ou de la Conception de la Vierge, mais aussi la mémoire de certains saints palestiniens. Il s'appuie, en effet, sur la liturgie dite du Saint-Sépulcre, mise en place à Jérusalem vers le XIIe siècle, lors de l'établissement des États latins d'Orient. De cette manière, Sibert renoue avec les origines de l'Ordre, issu de la rencontre entre des Croisés occidentaux et des ermites de Terre-Sainte. 

### Le moine
Cette démarche est d'autant plus comparable à un retour aux sources, que la liturgie carmélitaine du XIIIe siècle semble avoir été strictement alignée sur celle des dominicains, parce qu'il s'agissait alors pour les carmes de s'implanter en Europe et de s'y adapter, sur le modèle des Ordres mendiants. À ce propos, on attribue à Sibert un commentaire de la Règle, dans lequel il justifie la mitigation apportée à celle-ci en 1247. Ce commentaire connaîtra une large diffusion parce qu'il sera repris dans le De institutione et peculiaribus gestis religiosorum carmelitarum de Philippe Ribot, l'un des classiques de la spiritualité carmélitaine.

### Œuvres
- Ordinale Ecclesiae S. Sepulchri Hierosolymitani.
- Considerationes super Regulam Ordinis Carmelitarum.
- Bullarum Ordinis B. Mariae Virginis de Monte Carmelo, seu Privilegia Carmelitarum.
- Super Sententias, libri quatuor.
- Summa Censurarum novi Juri.
- Fasciculus Florum diversarum Historiarum.
- Quodlibeta I et II

### Éditions
- B. Zimmerman (éd.), Ordinaire de l'Ordre de Notre Dame du Mont-Carmel, Paris, Alphonse Picard et Fils, 1910.
- L. O. Nielsen, C. Trifogli, Questions on the Beatific Vision by Thomas Wylton and Sibert of Beka, in Documenti e studi sulla tradizione filosofica medievale, XVII, 2006, pp. 511-584.
- Carmelite liturgical session (éd.), We sing a hymn of glory to the Lord, Rome, Edizioni Carmelitane, 2010.

### Études

#### en allemand
- « Becanus Syvert », in K.J.R. Van Harderwijk, C.D.J. Schotel (éd.), Biographish Woordenboek der Nederlanden, t. 1, Amsterdam, B.M. Israël, 1969, partie B p. 69.
- Becanus Syvert, in IBN. Index bio-bibliographicus notorum hominum, t.14, éd. J.P. Lobies, Osnabrück, 1978, p. 4321.
- Becanus Syvert, in Deutsche Biographische Enzyclopädie, t. 1, München, 1995, p. 365.
- A. Staring, Becanus Syvert, in Neue Deutsche Biographie, éd. Historische Kommission bei der Bayerische Akademie der Wiffenschaften, t. 1, Berlin, 1953, pp. 686-687.

#### en anglais
- L. O. Nielsen, Parisians discussions of the beatific vision after the Council of Vienna : Thomas Wylton, Sibert of Beka, Peter Aureol, and Raymundus Berquini, in S. Brown, Th. Dewender et Th. Kobush(éd.), Philosophical debates at Paris in the early fourtheenth century, pp. 179-209.
- C. Schabel, Carmelite Quodlibeta, in C. Shabel (éd.), Theological Quodlibeta in the Middle Ages. The fourtheenth century, Leyde, Martin Nijhoff, 2007, pp. 493-544.

#### en français
- J.-N. Paquot, « Sibert de Beka, Sibertus Becanus », Mémoires pour servir l'histoire littéraire des dix-sept provinces des Pays-Bas, de la principauté de Liège, et de quelques contrées voisines, Louvain, Imprimerie Académique, t. III,‎ 1770, p. 553, col. 1-2 (lire en ligne).